# Molnár György (zenész)
Molnár György (Budapest, 1949. szeptember 12. –) Kossuth-díjas és Liszt Ferenc-díjas magyar gitáros, zeneszerző, beceneve Elefánt, az Omega együttes tagja.

## Pályafutása
Első együttese a Decca volt, ahol többek között Horváth Charlieval zenélt együtt. 1967-ben egy Balaton melletti koncerten figyeltek fel rá az Omega tagjai, és miután gitárosuk, Kovacsics András távozott, Molnár Györgyöt hívták a helyére. (Kovacsics pedig a nem sokkal később a nevét  Olympiára változtató Deccához csatlakozott, vagyis a két zenész helyet cserélt.) Tagságát szeptember 2-ától datálja, az első vele felvett kislemez az Azt mondta az anyukám / Rózsafák volt.
Az Omegában ragadt rá a közismert Elefánt becenév, amire azzal szolgált rá, hogy energikus gitározásának egy drága import mikrofon esett áldozatául („Elefánt a porcelánboltban”).
Első szerzeménye a Tűzvihar című dal volt 1969-ben, igazán azonban 1971-től, Presser Gábor távozása után bontakozott ki zeneszerzőként. Olyan dalokat írt, mint a Szomorú történet, a 200 évvel az utolsó háború után, Törékeny lendület, Omegauto, A madár, A bűvész vagy az Addig élj (a 7-13. albumokon a kollektív szerzőség miatt nem tudni biztosan, melyek az ő szerzeményei).
Gitározását a virtuóz játék helyett szólóinak kidolgozottsága és sajátos hangulata fémjelzi. Ezt főként az 1970-es évek Omega-dalaiban (hard rock, space rock) volt alkalma megmutatni. 1994-től 2007-ig, majd 2012-től újra az állandó közreműködő Szekeres Tamás ugyan többet játszott a stúdiófelvételeken és a koncerteken is számos korábbi szólót átvett, azonban bizonyos dalok elképzelhetetlenek „Elefánt” egyedi stílusa nélkül. Az Őrültek órája című dalban pedig kettejük gitárpárbaja a koncertek egyik csúcspontja volt. 2009-ben a varsói koncerten hosszú idő után ismét egyedüli gitárosként játszott, ez a felállás 2012–13-ig tartott. 2009 áprilisában Kóbor Jánossal együtt vendégszerepelt a Scorpions budapesti és kassai koncertjén, majd 2014-ben a Hősök terén a két együttes közös koncertjén szintén felléptek a Scorpions blokkjában.
Az Omega-dalokra alapozott szimfonikus produkciókban (Omega Szimfónia & Rapszódia, Omega Oratórium) nem vett részt, ugyanakkor a 2015-ben indult Omega Beatmise turnéhoz ő is csatlakozott. Attól kezdve újra az Omegában zenélt, bár a külföldi koncertek egy részére (leginkább a németországiakra) nem tartott az együttesével.
Első szólóalbumát 1989-ben készítette, Megszakadt kapcsolat címmel. Ezen nemcsak gitározott és az összes dal zenéjét szerezte, hanem nagy részüket ő maga is énekelte, néhánynak a szövegét is ő írta. 2013-ban megzenésítette Polgár Judit Cikcakk sakk című versét, amely a gyerekek számára kívánja népszerűsíteni a sakkot. 2015-ben újabb szólólemeze jelent meg, az Omega Red Fighter. 2016-ban Omega Elefánt Band néven új zenekart alapított, de csak néhány fellépés erejéig működött. 2019 szeptemberében 70. születésnapja alkalmából két új dala, az Adj még egy napot és az instrumentális Genezis megjelent maxi CD-n.
2021 novemberében jelentette be, hogy a zenekar hatvanéves fennállását ünneplő jubileumi koncert után kilépését tervezi az Omegából. Döntését a csapat teljességének hiányával indokolta. Kóbor János 2021 decemberében bekövetkezett halála miatt a 60 éves jubileumi koncert helyett 2022 augusztusában háromnapos emlékkoncertet tartottak Őriszentpéteren. Molnár György ennek második napján szerepelt az Omega Testamentum zenekar koncertjének fináléjában. Nyilatkozatai szerint ekkor lépett utoljára színpadra az Omega tagjaként, azóta se állt egy színpadon Debreczeni Ferenccel.
2023-ban újra színpadra állt a Mobilmánia zenekarral. Velük készítette el  Az utolsó mohikán című dalát, amit újabb követ majd. Többször fel is lépett élőben az együttessel: 2023. december 28.-án, a 15 éves jubileumon, 2024. augustus 8.-én pedig Balatonlellén. Előbbin csak az új dalt és a Gyöngyhajú lányt , utóbbin már az Életfogytig rock and rollt és az Addig élj dalokat is együtt játszották. Szeptember 28.-án is lesz közös koncert, az agárdi Popstrandon. Mivel az idei közös koncertek a Molnár György Last Tour alcímen futnak, ezek lehetnek Elefánt utolsó koncertjei.

## Magánélete
Három gyermeke van: Zita (1984), Álmos (2007) és Zaránd (2009). Zita korábbi kapcsolatából, a fiúk pedig mostani feleségétől, Kiss Henriett-től születettek. Zita révén egy unoka nagyapja. Érdeklődési körébe tartozik a környezetbarát energiaforrások kutatása.

## Hangszerei

### Jelenlegi gitárjai
- Egyedi, Thoth márkajelzésű PRS/superstrat jellegű gitár, Tóth Zoltán hangszerkészítő munkája.[4][5]
- 1999 Gibson Les Paul Standard 1960
- 2008 Gibson Les Paul Studio White
- Gibson Flying V kópia, egyedileg készítve
- 1978 Gibson RD Artist
- 1989 Fender Stratocaster American Standard
- Furch D32 akusztikus gitár
- Gibson Explorer

### Korábbi hangszerei
- 2004 Dean Cadillac Select [6]
- 1999 Gibson Les Paul Studio Wine Red [7]
- 2010  Gibson Les Paul Dusk Tiger Robot [8]
- 1981 Fender Bullet (Telecaster/vintage white)
- Jasmine by Takamine dreadnought cutaway
- Gibson SG Standard
- 1994 Fender Stratocaster Mexico, HSS Floyd Rose[9]
- Ibanez Artist
- Gibson L6
- 1968 Gibson Les Paul Custom Black
- Fender Stratocaster - a hangszert Molnár Hamburgban vásárolta, Debreczeni Ferenc egy koncerten egy dob dobogó külső részéről véletlenül leverte, aminek következtében örökre elnémult.[10]
- Rickenbacker 360
- Höfner 176

## Díjai, elismerései
- Yamaha fesztivál fődíja (1970)
- Popmeccs – Az év szológitárosa (1976)
- A Magyar Köztársasági Érdemrend kiskeresztje (1995)[11]
- Liszt Ferenc-díj – megosztva az Omega együttes tagjaival (1987)
- EMeRTon-díj (1999)
- Huszka Jenő-díj (1999)
- Pro Urbe Budapest díj – megosztva az Omega együttes tagjaival (2011)
- Kossuth-díj – megosztva az Omega együttes tagjaival (2013)
- Mihail Alekszandrovics Romanov orosz nagyherceg Emlékérem (2013)
- Budapestért díj (2013)
- Fonogram Életműdíj – megosztva az Omega együttes tagjaival (2018)
- Inter-Lyra-díj[12]

## Diszkográfia

### Omega
Itt az együttes sorlemezeinek listája olvasható, bővebben lásd Omega szócikk. Az együttes valamennyi albumán közreműködik, a kislemezeken 1968-tól kezdve (kivétel a japán kiadású „fél-Omega” kislemez).
- Trombitás Frédi és a rettenetes emberek 1968
- Tízezer lépés 1969
- Éjszakai országút 1970
- Élő Omega 1972
- Omega 5 1973
- Omega 6 – Nem tudom a neved 1975
- Omega 7 – Időrabló 1977
- Omega 8 – Csillagok útján 1978
- Gammapolis 1979
- Omega X – Az arc 1981
- Omega XI 1982
- Omega 12 – A Föld árnyékos oldalán 1986
- Omega XIII – Babylon 1987
- Trans and Dance 1995
- Omega XV – Egy életre szól 1998
- Égi jel: Omega 2006
- Testamentum 2020

### Szólóalbumok
- Megszakadt kapcsolat 1989
- Omega Red Fighter 2015

### Szólókislemez
- Adj még egy napot (2019)
- Az utolsó mohikán (2023)

### Közreműködések
- Erik – Színes varázslat 1988

## Könyvek
- Molnár György–Tóth Péter: Omega a gitár mögül. Ahány kép, annyi történet, Alexandra Könyvesház Kft. (2021)